# Giovanni Giustino Ciampini

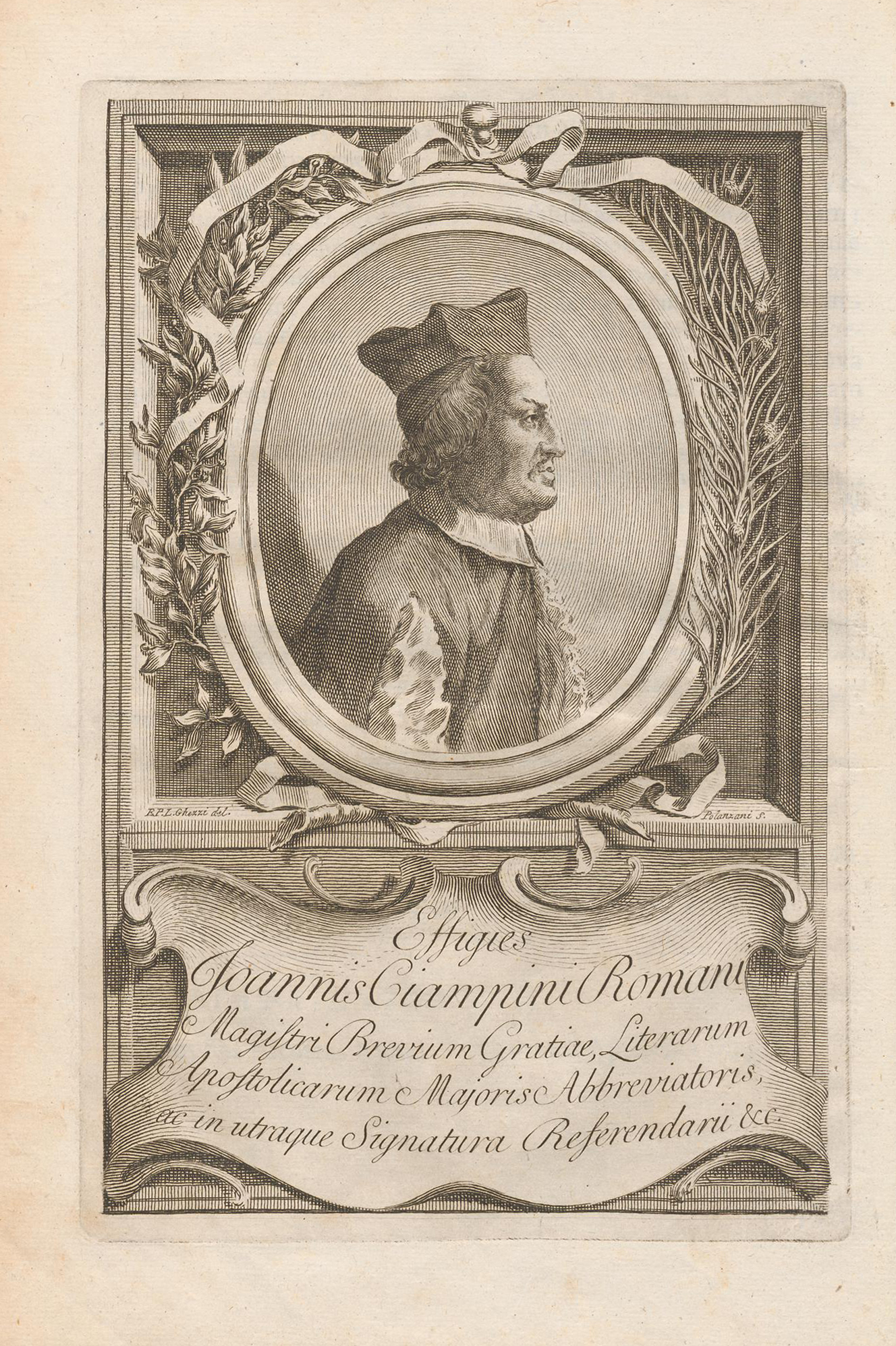
Giovanni Giustino Ciampini

Giovanni Giustino Ciampini (* 13. April 1633 in Rom; † 12. Juli 1698 ebenda) war ein italienischer Geistlicher, Historiker und Christlicher Archäologe.

## Leben

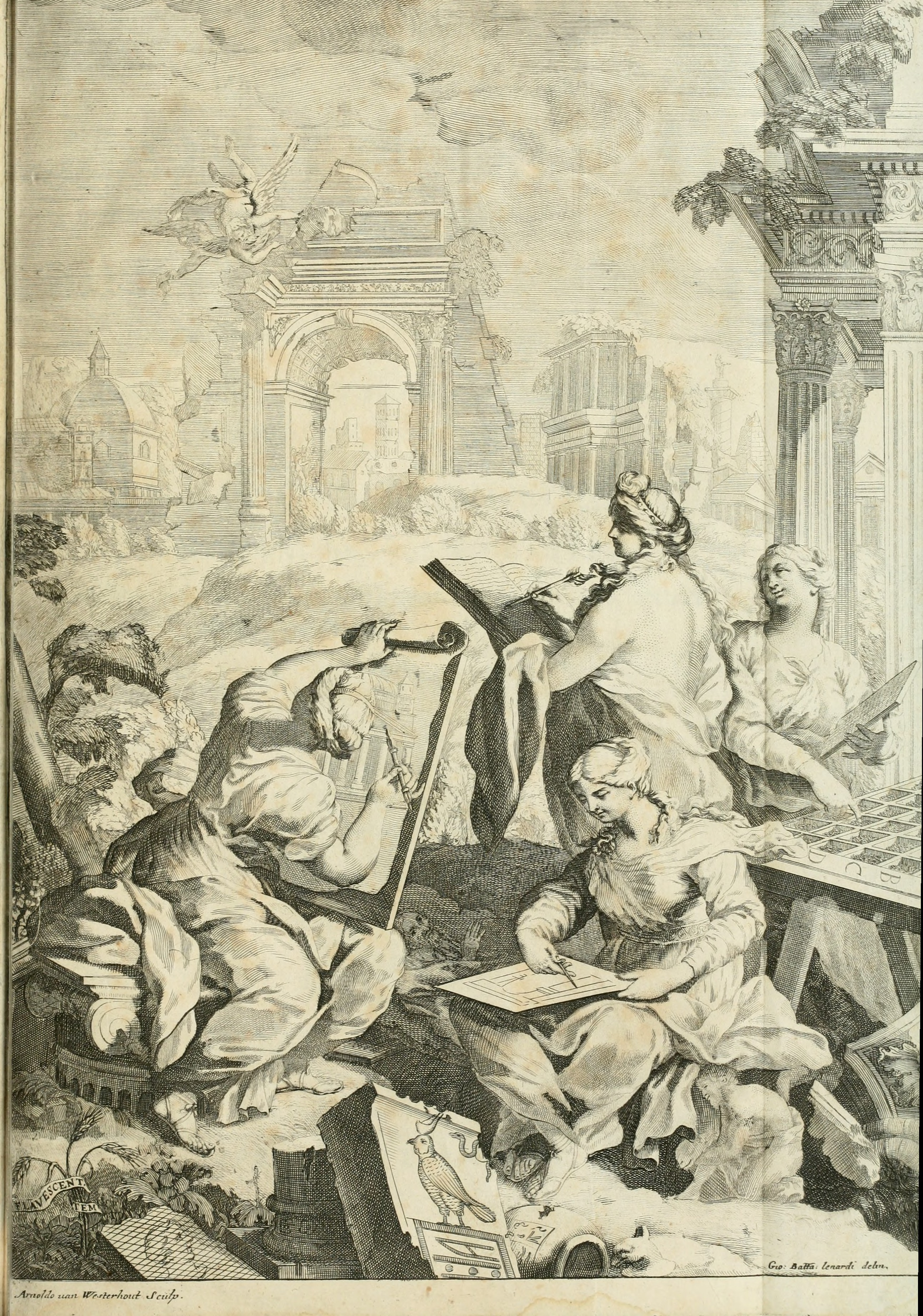
Titelbild von Vetera Monimenta, gestochen von Arnold van Westerhout nach Entwurf von Giovanni Battista Lenardi

Giovanni Giustino Ciampini studierte Jura an der Universität Rom. 1657 wurde er laureato in utroque iure an der Universität Macerata. Nach kurzer Zeit wechselte er mit seinen Interessen zur Archäologie. Dazu wechselte er als magister brevium gratiæ an die Apostolische Kanzlei in Rom. Er erreichte in seiner Karriere in der Kurie das Amt des Prälaten. Ciampinis Wirken fiel in die Zeit der Gegenreformation, die seine Arbeit direkt beeinflusste. Dazu gehörte seine Beteiligung bei den Anfängen der Christlichen Archäologie.
Sein Hauptwerk zur Christlichen Archäologie erschien in zwei Teilen, der erste 1690 und der zweite 1699, ein Jahr nach seinem Tod. Die damaligen Fragestellungen sind heute in weiten Teilen überholt, die archäologischen und historischen Texte waren größtenteils tendenziös. Dennoch ist das Werk bis heute über die Fachgeschichte hinaus von Bedeutung, weil die Illustrationen vielfach Werke zeigen, die heute verloren sind. Das Werk orientierte sich an den antiquarischen Zusammenstellungen von Onofrio Panvinio und Antonio Bosio, wobei sich Ciampini auf die oberirdischen Denkmäler beschränkte. Er bot erstmals eine Zusammenstellung der spätantik-frühchristlichen Mosaiken und Malereien in Rom, die er mit den Werken von Ravenna, Konstantinopel, Capua und anderen Orten verglich. Zudem enthielt das Werk zahlreiche Grund- und Aufrisse von Kirchenbauten. Der Großteil der behandelten Denkmäler stammte nach Ciampinis Meinung aus konstantinischer Zeit, doch befinden sich unter den zugeschriebenen Stücken auch Werke bis ins Hochmittelalter. Dennoch hatte das Werk einen großen Einfluss, noch 1747 brachte der Verleger Carlo Giannini eine Neuauflage heraus. In einem weiteren Werk widmete er sich den von ihm für konstantinisch gehaltenen Kirchenbauten. Auch die Deutung der Ausstattung bezog er in die oft durch eine gegenreformatorische Deutungsweise verzerrten Beschreibungen ein. Neben seinen Schwerpunkten in Geschichte und Kunstarchäologie beschäftigte sich Ciampini auch mit Theologie und den Naturwissenschaften. 1671 begründete er in Rom die Akademie für Kirchengeschichte (Accademia Ecclesiastica), 1679 eine weitere Akademie der Wissenschaften in Rom (Accademia di fisica e meccanica), die unter der Schirmherrschaft Christinas von Schwedens stand. 1691 wurde er Mitglied der Accademia dell’Arcadia. Er wurde in der Kirche San Lorenzo in Damaso bestattet.
Die Stadt Ciampino entwickelte sich aus einem Landgut Ciampinis und erhielt dadurch auch den Namen.

## Veröffentlichungen
- Vetera monimenta: In quibus praecipuè Musiva Opera Sacrarum, Profanarumque Aedium Structura, Ac nonnulli antiqui Ritus Dißertationibus, Iconibusque illustrantur. 2 Bände, Rom 1690–1699 (Digitalisat).
  - Neuausgabe: Romani vetera monimenta, in quibus praecipuè musiva opera sacrarum, profanarumque aedium structura, ac nonnulli antiqui ritus, dissertationibus, iconibusque illustrantur. Ed. novissima, caeteris correctior et auctior. 2 Bände, Giannini, Rom 1747 (Digitalisat Band 1, Band 2).
- De Sacris Ædificiis A Constantino Magno Constructis. Synopsis Historica. Rom 1693 (Digitalisat).
  - Neuausgabe: Giannini, Rom 1747 (Digitalisat).